# 小林少年と不逞の怪人
『小林少年と不逞の怪人』（こばやししょうねんとふていのかいじん）は、上条明峰による日本の漫画。江戸川乱歩の小説を基にした作品で、『週刊ヤングマガジン』（講談社）2016年52号・2017年1号で『小林少年と不逞の怪人 ―江戸川乱歩「D坂の殺人事件」より―』、2017年11号で『小林少年と不逞の怪人ー江戸川乱歩「心理試験」よりー』が読切として掲載された後、2017年52号から週刊連載となり、2018年45号にて完結した。

## 登場人物
明智小五郎/怪人二十面相
本作の主人公。頭脳明晰な青年。人の心の奥底に潜む闇を見るのを好む。世を騒がす怪盗「怪人二十面相」でもある。「時計の侯爵（マルキ・ド・トゥールビヨン）」であったが時計を壊し、その地位を捨てている。ピアノは弾けるが音痴。実は、明智小五郎は偽名で本物の天才探偵、明智小五郎が存在するとジャンの口から明らかに。二十面相は、本物の明智小五郎に全て奪われ、憎んでいる相手でもある。
小林少年
常識人であり明智のツッコミ役。実は男装をした女性で胸部は晒で覆って凹ませている。普段は女性として女学校（花崎マユミとは別の女学校）に通っている。明智からは子猿と呼ばれている。父親は、小林刑事。父に女性の社会進出と探偵を認めさせるため、探偵助手をしている。
花崎マユミ
初登場、屋根裏の散歩者編。自殺しかけたところを明智（二十面相）に助けられた。そこで、女学校で生活している彼女は自身の部屋で不可解な出来事が起こると告げた。事件解決後は社会経験のため、明智探偵事務所でメイドとして働くことに。一寸法師編では、車を運転する描写もある何でも役。
ジャン・ルパン
アルセーヌ・ルパンの子。時計の侯爵の一人。明智（二十面相）とは幼馴染。黒手組編で初登場を果たした。最初は、明智（二十面相）を殺すため、遥々フランスから日本へ、やってきたが、明智がなぜ、小林少年を肩入れにするか気になり、明智達と同行することに。明智と同じく、変装を得意とする。一寸法師編では、一寸法師に手を貸し、時計の侯爵の地位を持って拷問器具を用意した。
小林刑事
小林少年の実の父親。娘である小林少年にいまだに気づいていない。女は社会進出すべきではなく、箱入れにしておくべきだと考えている。また、明智に興味がある一面もある。小林刑事の口癖は、「むー」。一寸法師編では、波越部下とともに事件場に駆けつけた。
波越刑事
小林刑事の部下。第二十二幕の「蜘蛛男編」より、名前が明らかに。小林刑事に強い憧れを持ち、小林刑事と同行し、任務を遂行している。一寸法師編以降、明智達との親密な関係になった。

### 屋根裏の散歩者編
遠藤
一人目の犠牲者。東栄女学園の女学生。成績優秀で大人しそうな雰囲気だが複数の男と関係を持っていた。以前、薔薇の毒茶で情死しようとしたため、入浴中に薔薇の花びらに塗られた毒を吸い込み自殺させられた。
郷田三郎/シスター
東栄女学園理事長。そして、自称「神」。車椅子に乗っているが本当は健常者。夜な夜な天井の穴から女学生の部屋を観察、女の堕落ぶりを憎悪すると共に、事前に掛けた暗示で対象の女学生を自殺に導き喜悦していた。明智との対決に敗北後、死亡した。
鎌田
同学園の警備員。
下平ハナ
サドの性癖を持つ女学生。自身を縛り毒を塗った性玩具を挿入した姿で木村と同日に自殺させられた。
木村雪枝
今でいう腐女子。絵具に塗った毒を吸い込んだ姿で下平と同日に自殺させられた。

### 黒手組編
山岸冨美子
牧田
山岸家の書生。借金があり、ジャン扮するフランス老人の入れ知恵で、騒動に便乗して、身代金を要求する手紙を出した。
服部時雄
牧師。

### 一寸法師編
山野三千子
大五郎の前妻の子。犠牲者と思われていたが、実際は蕗屋との関係で揉めて小松を殺害したため、自分を死んだように見せかけていた。
山野百合枝
大五郎の後妻。容姿端麗。山野財閥の取引先の娘。16歳で後妻に迎えられた。
山野大五郎
山野財閥当主。16歳の百合枝を見染めて娶るが借金の片とも言われる。三千子の犯行を知ると隠蔽を指示した。
蕗屋
山野財閥の運転手。大五郎に脅され死体の処理を行った。
山木
山野財閥の書生。
小松マチ
山野財閥の小間使い。大五郎の妾の子。実際の被害者。撲殺されピアノの中に隠匿された後、バラバラ遺体として発見された。
一寸法師
大五郎の実の息子。見た目は幼女のようだが実際は16歳。本名は、山野いち。大五郎に地下牢に閉じ込められ日常的に虐待されていた。栄養失調で16歳でも坊やのままである。

### 蜘蛛男編
里見芳枝
事件最初の被害者。行方不明になったと思われたが、実は蜘蛛男の手によって殺害された。

### 読切 D坂の殺人事件
なつ

なつの主人

蕎麦屋の旦那

蕎麦屋の女将

時計屋

菓子屋

足袋屋

アイスクリーム屋

目撃者少年2人

#### 読切 心理試験
おばあさん

野中まさ

竹川源十郎

斎藤勇

蕗屋清一郎

## 書誌情報
- 上条明峰『小林少年と不逞の怪人』 講談社〈ヤンマガKCスペシャル〉、全5巻
  1. 2017年11月20日発売[5]、ISBN 978-4-06-510510-8
  2. 2018年4月6日発売[6]、ISBN 978-4-06-511267-0
  3. 2018年8月6日発売[7]、ISBN 978-4-06-512886-2
  4. 2018年11月6日発売[8]、ISBN 978-4-06-513155-8
  5. 2018年12月6日発売[9]、ISBN 978-4-06-513862-5